# Bündnis 90/Die Grünen
Bündnis 90/Die Grünen (în traducere Alianța 90/Verzii), prescurtat Die Grünen, este un partid ecologist german.

## Scurt istoric
Alianța 90/Verzii reprezintă unificarea partidelor celor două partide de centru-stânga: Partidului Verzilor, fondat în 1979 în Germania de Vest, și Alianței 90 din Germania de Est — coaliției politice a mai multor grupuri ecologice mai mici care a avut loc în Germania la începutul anilor 1990, ca de exemplu Grüne Alternative Liste sau GAL din Hamburg. 
Baza ideologică a Partidului Verzilor a fost una neclară, în partidul s-au regăsit radicalii de stânga, postmarxiștii, liberalii de stânga, pacifiștii creștini, dar și reprezentanții de pe partea dreapta a eșicherului politic. În 1982 aripa conservatoarea din partidul a fondat Partidul Ecologist Democrat. După unificarea Germaniei, verzii au pornit la coalizarea cu mișcarea civică Alianța 90, care a avut viziunile asemănătoare cu Partidului Verzilor.
Din 1998 până la 2005 Alianța 90/Verzii pentru prima dată s-a aflat la guvernare în cadrul coaliției cu social-democrații, iar liderul partidului Joschka Fischer a devenit vicecancelar și ministru afacerilor externe în guvernul Gerhard Schröder. Din 2005 partidul se află în opoziție la nivel național.
La nivelul landurilor federale partidul se află la guvernare din 2011 în Baden-Württemberg, unde Winfried Kretschmann este primul premier de land din partea verzilor. Partidul se află la guvernare în coaliție cu social-democrații în Bremen și Hamburg, respectiv cu creștin-democrații în Hessen (din 2013).
Din 2016 funcția de viceprimar al Berlinului din partea ecologiștilor a fost deținută de Ramona Pop, în urma unei coaliții dintre social-democrați (SPD), Die Linke și ecologiști.

## Rezultate electorale

Reprezentarea B'90/Grüne în parlamentele regionale:
B'90/Grüne la guvernare ca principalul partener de coaliție
B'90/Grüne la guvernare ca partenerul mai mic de coaliție
B'90/Grüne în opoziție

### Numărul mandatelor în Bundestag
|  |

### Numărul de voturi
|  |